# Gens Catilia
La gens Catilia fue una familia romana de la época imperial. Es más conocida por Lucio Catilio Severo, cónsul en el año 120 d. C. y posteriormente praefectus urbi. Era el bisabuelo del emperador Marco Aurelio. En un momento tuvo la esperanza de obtener el imperio él mismo, pero fue destituido de su cargo después de expresar su desaprobación por la adopción de Antonino Pío, quien había sido su colega en el consulado.
Otro Catilio Severo era pariente del emperador Alejandro Severo y miembro de su consilium. El historiador Elio Lampridio describe como un vir omnium doctissimus "el más sabio de los hombres".